# سوسن غوک تایوانی
سوسن غوک تایوانی (نام علمی: Tricyrtis formosana) نام یک گونه از سرده سوسن‌های غوک است.